# Celinów (powiat garwoliński)
Celinów – wieś sołecka w Polsce położona w województwie mazowieckim, w powiecie garwolińskim, w gminie Łaskarzew.
| SIMC    | Nazwa    | Rodzaj    |
| ------- | -------- | --------- |
| 0678311 | Praga    | część wsi |
| 1054570 | Warszawa | część wsi |

W latach 1975–1998 miejscowość należała administracyjnie do województwa siedleckiego.